# Elektrooptik
Die Elektrooptik beschäftigt sich mit den optischen Eigenschaften von Materie unter dem Einfluss eines äußeren elektrischen Feldes.
Hierzu sind zahlreiche physikalische Effekte (Elektrooptische Effekte) gefunden worden:
- Kerr-Effekt, Doppelbrechung proportional zum Quadrat der elektrischen Feldstärke, entdeckt 1875
- Pockels-Effekt, entsprechend bei nicht inversionssymmetrischen Kristallen, linear, entdeckt 1893
- Stark-Effekt, Aufspaltungen in Atom- und Molekülspektren, (zu klein) vorhergesagt 1901, entdeckt 1913
- Franz-Keldysh-Effekt, Änderung der Bandlücke bei Halbleitern, vorhergesagt 1957, beobachtet 1960
- Quantum Confined Stark Effect, Stark-Effekt an Exzitonen in Nanoteilchen oder Überstrukturhalbleitern, entdeckt 1984